# Marko Poletanović
Marko Poletanović (cyryl. Марко Полетановић, ur. 20 lipca 1993 w Nowym Sadzie) – serbski piłkarz występujący na pozycji pomocnika w klubie Vojvodina .

## Statystyki

### Klubowe
| Klub                   | Sezon                  | Liga                   | Liga    | Liga | Puchar  | Puchar | LM      | LM   | Razem   | Razem |
| Klub                   | Sezon                  | Liga                   | Występy | Gole | Występy | Gole   | Występy | Gole | Występy | Gole  |
| ---------------------- | ---------------------- | ---------------------- | ------- | ---- | ------- | ------ | ------- | ---- | ------- | ----- |
| Cement Beočin          | 2011/12 (wyp.)         | Liga Vojvodina         | 11      | 1    | –       | –      | –       | –    | 11      | 1     |
| FK Vojvodina           | 2011/12                | Super Liga             | 12      | 0    | 1       | 0      | –       | –    | 13      | 0     |
| FK Vojvodina           | 2012/13                | Super Liga             | 19      | 0    | 3       | 0      | 3       | 0    | 25      | 0     |
| FK Vojvodina           | 2013/14                | Super Liga             | 26      | 4    | 6       | 0      | 8       | 0    | 40      | 4     |
| FK Vojvodina           | 2014/15                | Super Liga             | 15      | 1    | 3       | 1      | 2       | 0    | 20      | 2     |
| FK Vojvodina           | Razem                  | Razem                  | 72      | 5    | 13      | 1      | 13      | 0    | 98      | 6     |
| Gent                   | 2014/15                | Eerste klasse          | 8       | 1    | 1       | 0      | –       | –    | 9       | 1     |
| Gent                   | 2015/16                | Eerste klasse          | 3       | 0    | 0       | 0      | 0       | 0    | 3       | 0     |
| Gent                   | Razem                  | Razem                  | 11      | 1    | 1       | 0      | –       | –    | 12      | 1     |
| Zulte Waregem          | 2015/16 (wyp.)         | Eerste klasse          | 8       | 0    | –       | –      | –       | –    | 8       | 0     |
| Crvena Zvezda Belgrad  | 2016/17 (wyp.)         | Super Liga             | 23      | 3    | 3       | 1      | 2       | 0    | 28      | 4     |
| FK Tosno               | 2017/18                | Priemjer-Liga          | 18      | 0    | 3       | 0      | –       | –    | 21      | 0     |
| Jagiellonia Białystok  | 2018/19                | Ekstraklasa            | 25      | 2    | 5       | 0      | 1       | 0    | 31      | 2     |
| Jagiellonia Białystok  | 2019/20                | Ekstraklasa            | 8       | 0    | 1       | 0      | 0       | 0    | 9       | 0     |
| Jagiellonia Białystok  | Razem                  | Razem                  | 33      | 2    | 6       | 0      | 1       | 0    | 40      | 2     |
| Raków Częstochowa      | 2019/20                | Ekstraklasa            | 5       | 0    | –       | –      | –       | –    | 5       | 0     |
| Raków Częstochowa      | 2020/21                | Ekstraklasa            | 21      | 0    | 5       | 0      | –       | –    | 26      | 0     |
| Raków Częstochowa      | Razem                  | Razem                  | 26      | 0    | 5       | 0      | –       | –    | 31      | 0     |
| Wszystkie sezony razem | Wszystkie sezony razem | Wszystkie sezony razem | 202     | 12   | 31      | 2      | 16      | 0    | 249     | Rep   |

### Reprezentacyjne
(stan na 10 czerwca 2022)
| Reprezentacja | Rok  | Mecze | Bramki |
| ------------- | ---- | ----- | ------ |
| Serbia        | 2016 | 1     | 0      |

| Mecze i gole w reprezentacji | Mecze i gole w reprezentacji | Mecze i gole w reprezentacji | Mecze i gole w reprezentacji | Mecze i gole w reprezentacji | Mecze i gole w reprezentacji | Mecze i gole w reprezentacji |
| ---------------------------- | ---------------------------- | ---------------------------- | ---------------------------- | ---------------------------- | ---------------------------- | ---------------------------- |
| Lp.                          | Data                         | Miejsce                      | Przeciwnik                   | Wynik                        | Gol                          | Rozgrywki                    |
| 1.                           | 29.06.2019                   | Ad-Dauha, Katar              | Katar                        | 3:0                          |                              | Mecz towarzyski              |

## Sukcesy

### Klubowe

#### FK Vojvodina
- Puchar Serbii: 2013/2014

#### KAA Gent
- Mistrzostwo Belgii: 2014/2015

#### FK Tosno
- Puchar Rosji: 2017/2018

#### Raków Częstochowa
- Wicemistrzostwo Polski: 2020/2021
- Puchar Polski: 2020/2021
- Superpuchar Polski: 2021